# Fülöp Ferenc (néptáncos, 1885–1962)
Fülöp Ferenc (Dinnyés, 1885. január 13. – Decs, 1962. június 2.) magyar néptáncos.

## Élete
Az édesapja korai halála után ráháruló feladatok miatt későn, 13-14 éves korában kezdett táncot tanulni. 1948-ban a vármegyék szekszárdi kultúrversenyén első helyezett lett. Alapítója volt a decsi népi táncegyüttesnek. Szívesen adta át tudását fiataloknak, generációk ismerték meg általa a decsi táncolást. Decsen egykori lakóháza falán tábla őrzi emlékét.
Fülöp Ferenc a lassú és friss csárdást, verbunkot (dunántúli táncok) ropta.

## Emlékezete
A Muharay Elemér Népművészeti Szövetség néptáncosok elismerésére alapított díját róla nevezte el. A Fülöp Ferenc-díjat kétévente adják át.

## Díjak, elismerések
- Népművészet Mestere díj (1953)